# Johanna Winkel
Johanna Winkel (Minden, 1981) is een Duitse sopraan. Ze won verschillende operaprijzen, waaronder de eerste prijs in de internationale Cantilena-zangwedstrijd in Bayreuth in 2009.

## Biografie

### Beginjaren
Johanna Winkel werd geboren in het stadje Minden in Noord-Duitsland. Tijdens haar schooljaren studeerde ze piano en cello en speelde ze bij lokale orkesten. Daarnaast zong ze voor het Westfälischen Kammerchor. In 2001 werd ze lid van het Kölner Kammerchor. Tussen 2002 en 2004 zong ze bij het Kammerchor Stuttgart en studeerde ze aan de Hochschule für Musik Detmold bij Mechthild Böhme en Caroline Thomas. In 2005 kreeg ze een studiebeurs van het Richard Wagner Verband International. De Hochschule te Detmold voerde in 2005 La Bohème van Puccini op, met Winkel in de rol van Mimi. In 2006 volgde Don Giovanni van Mozart, met Winkel als Donna Elvira. Dan volgden enkele vertolkingen bij het Landestheater Detmold en in 2008 zong ze de rol van Micaela in Carmen van Georges Bizet, als deel van haar afstudeerproject. In 2009 won ze haar eerste grote prijs, als ze het ereschavot haalt in de categorie 'opera' op de gesangswettbewerbe Cantilena te Bayreuth.

### Carrière
In 2008 maakte ze haar internationale debuut als soliste in Nantes met het Concerto Köln onder leiding van Peter Neumann.
Ze was betrokken bij opvoeringen van The Indian Queen van Henry Purcell met musicAeterna en Teodor Currentzis, Brahms' Requiem met de Klassische Philharmonie Stuttgart en Frieder Bernius, Psalmen van Mendelssohn met het Chor des Bayerischen Rundfunks en Howard Arman, Anton Bruckners Te Deum met de Internationale Bachakademie Stuttgart onder leiding van Hans-Christoph Rademann en Benjamin Brittens War Requiem met het Beethoven Orchester Bonn onder leiding van Christof Prick. In 2017 zong ze de rol van Gerhilde in Die Walküre, onder leiding van Christian Thielemann, op de Osterfestspiele in Salzburg. Eind 2017 volgden opvoeringen van diezelfde opera op het Beijing Music Festival, met het Hong Kong Philharmonic, onder leiding van Jaap van Zweden.
Op de Componistendag Maastricht 2018 bracht ze werk van Franz Schubert onder leiding van dirigent Philippe Herreweghe. In 2019 volgden opvoeringen van de Johannespassie van Bach in het Théatre des Champs-Elysées te Parijs, het Requiem van Mozart in het operagebouw van Dijon en Messiah van Händel met Collegium 1704, onder leiding van Václav Luks, in de Opéra Royal de Versailles en deSingel in Antwerpen.
- Bibliothèque nationale de France: cb170337321 (data)
- Gemeinsame Normdatei: 14100617X
- International Standard Name Identifier: 0000 0000 8012 9146
- Library of Congress Control Number: no2010090683
- Virtual International Authority File: 120263118
- WorldCat: E39PBJxCwFprYKmXD4tr3v3xXd